# Anandra basilana
Anandra basilana là một loài bọ cánh cứng trong họ Cerambycidae.